# فضاپیمای هویگنس
کاوشگر هویگنس (به انگلیسی: Huygens probe)، ساخته‌شده توسط آژانس فضایی اروپا، به نام منجم هلندی سدهٔ هفدهم کریستین هویگنس نام‌گذاری شده‌است. این کاوشگر بخشی از مأموریت کاسینی-هویگنس بود که بر سطح تیتان یکی از ماه‌های کیوان فرود آمد.
این سفینه در ۱۵ اکتبر ۱۹۹۷ پرتاب شد و در ۱۴ ژانویه ۲۰۰۵ به سطح تیتان نشست و تا ۹۰ دقیقه پس از فرود اطلاعاتی از سطح و جو آن مخابره کرد. دلیل پرتاب این کاوشگر به خاطر این بوده‌است که جو غلیظ تیتان مانع می‌شد از طریق ابزارهای رصدی بتوان سطح آن را مطالعه کرد اما هویگنس نشان داد که در سطح این قمر متان به سه شکل مایع، جامد و گاز وجود دارد و حتی رودهایی از آن در سطح تیتان وجود دارد.